# رانی سول
رانی سول (به انگلیسی: Ronnie Sewell) بازیکن فوتبال زادهٔ ۱۹ ژوئیه ۱۸۹۰ اهل کشور انگلستان بود که سابقهٔ بازی در تیم ملی فوتبال انگلستان را در کارنامهٔ خود دارد. وی در تاریخ ۳ مارس ۱۹۲۴ تنها بازی ملی خود را در مقابل تیم ملی فوتبال ولز انجام داد.